# Survivor: Cook Islands
Survivor: Cook Islands es la decimotercera temporada de la serie Survivor.
Fue oficialmente anunciada por Jeff Probst durante el final de temporada de Survivor: Panama. La fecha límite para aplicar fue el 3 de febrero de 2006.
En marzo de 2006, alrededor de 800 aplicantes fueron seleccionados para una entrevista con CBS. De esos 800, cerca de 48 semifinalistas fueron seleccionados para ir a Los Ángeles a finales de abril y principios de mayo. Finalmente fueron 20 los seleccionados para participar en el show durante finales de junio y agosto en Aitutaki, en las Islas Cook. El show salió al aire el 14 de septiembre de 2006. El final de temporada -que durará dos horas- saldrá al aire el 17 de diciembre de 2006. Por primera vez, el final de temporada involucrará a 5 finalistas en lugar de 4.
Por primera vez en Survivor, los participantes serán divididos en cuatro tribus sobre la base de su etnicidad; afroamericanos, asiáticos, hispanos, y caucásicos. En anteriores ocasiones, las tribus habían sido divididas sobre la base de género y edad. Los nombres de las tribus son, respectivamente: Manihiki ("Hiki"), Puka Puka ("Puka"), Aitutaki ("Aitu") y Rarotonga ("Raro"). En el episodio 3, las cuatro tibus fueron fusionadas en dos tribus: Aitutaki y Rarotonga. En la fusión final, la tribu decidió llamarse Aitutonga.
Hubo muchos cambios inesperados en esta temporada. La oportunidad de cambiarse a la tribu contraria fue ofrecida en Survivor: Tailandia, pero nadie aceptó. En esta temporada, tanto Candice como Jonathan decidieron cambiarse, causando una ventaja de 8-4 sobre la tribu Aitutaki. Una botella con una nota causó que la tribu Rarotonga tuviera que sacar a dos miembros en una misma noche -algo que nunca había ocurrido en otras temporadas.
Con una votación de 5-4-0, Yul Kwon derrotó a Oscar "Ozzy" Lusth y a Rebeca "Becky" Lee y se convirtió en el ganador y acreedor al premio de US $1,000,000.

## Participantes

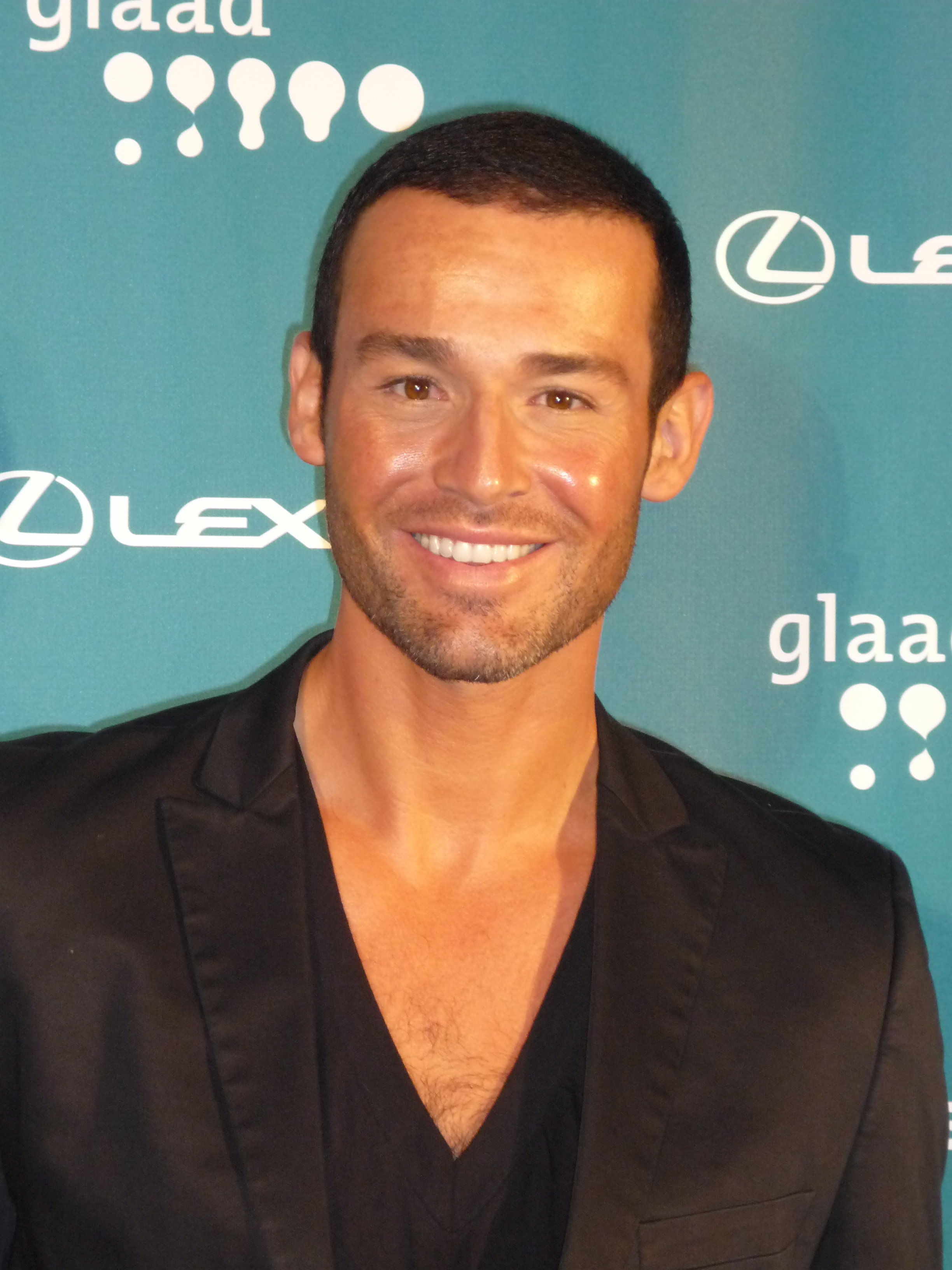
J.P. Calderon

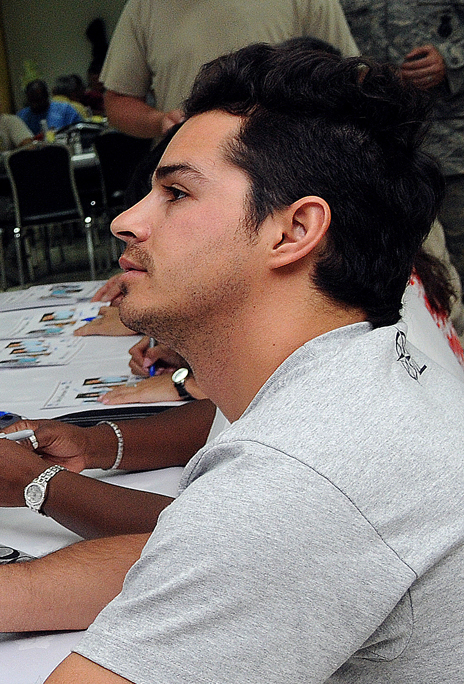
Oscar "Ozzy" Lusth

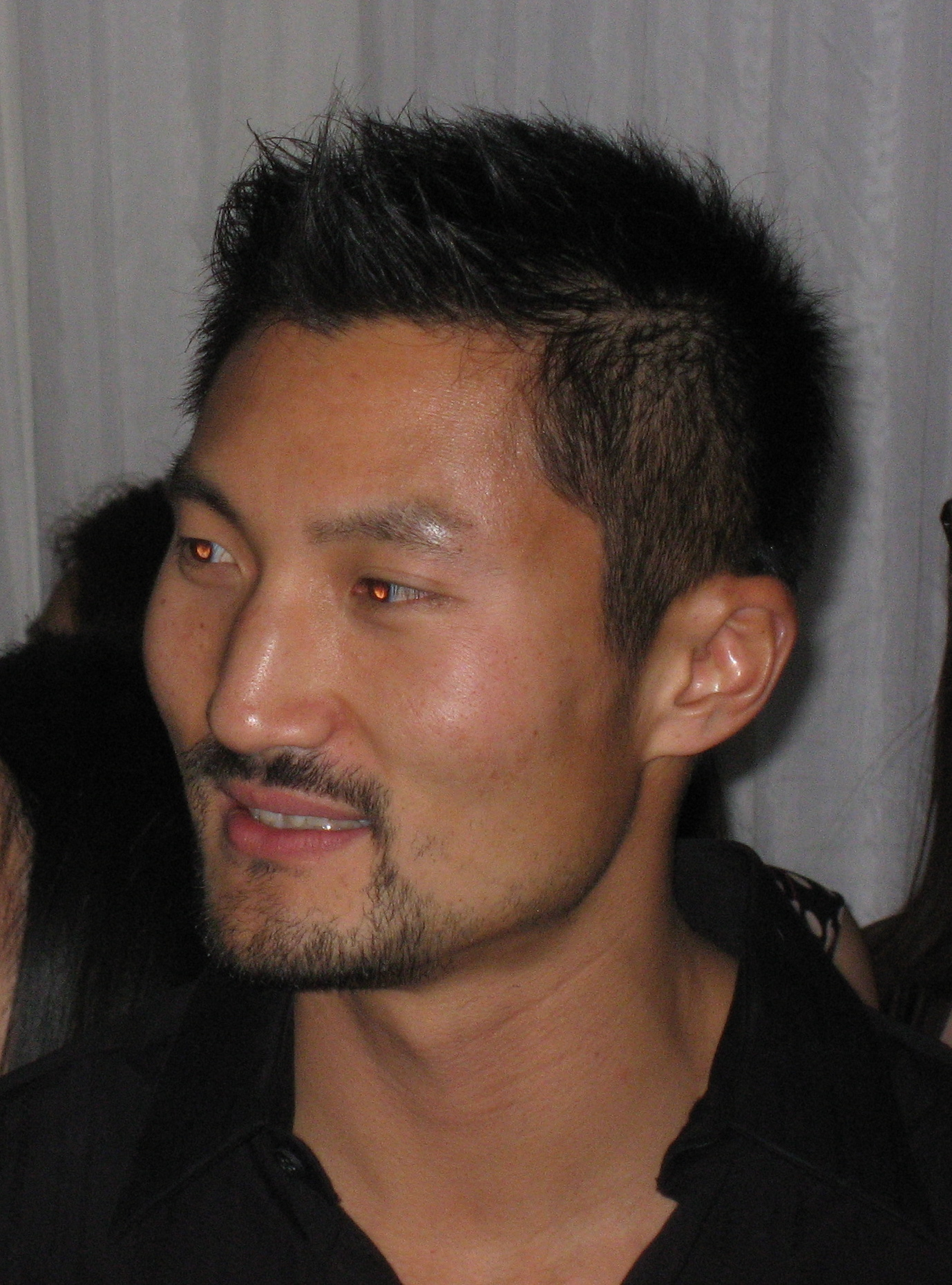
Yul Kwon

| Participante                                  | Tribu original | Tribu en el episodio 3 | Tribu en el episodio 8 | Tribu fusionada | Final                             | Votos totales |
| --------------------------------------------- | -------------- | ---------------------- | ---------------------- | --------------- | --------------------------------- | ------------- |
| Sekou Bunch 46, Los Ángeles, CA               | Manihiki       |                        |                        |                 | 1.er expulsado Día 3              | 3             |
| Billy García 36, New York, NY                 | Aitutaki       |                        |                        |                 | 2.º expulsado Día 6               | 4             |
| Cecilia Mansilla 29, Oakland, CA              | Aitutaki       | Aitutaki               |                        |                 | 3.er expulsado Día 8              | 5             |
| J.P. Calderon 30, Marina Del Rey, CA          | Aitutaki       | Rarotonga              |                        |                 | 4.º expulsado Día 11              | 7             |
| Stephannie Favor 35, Columbia, SC             | Manihiki       | Rarotonga              |                        |                 | 5.º expulsado Día 14              | 9             |
| Anh-Tuan "Cao Boi" Bui 42, Christiansburg, VA | Puka Puka      | Aitutaki               |                        |                 | 6.º expulsado Día 15              | 6             |
| Cristina Coria 35, Los Ángeles, CA            | Aitutaki       | Rarotonga              |                        |                 | 7.º expulsado día 15              | 5             |
| Jessica Smith 27, Chico, CA                   | Rarotonga      | Aitutaki               |                        |                 | 8.º expulsado Día 18              | 6             |
| Brad Virata 27, Los Ángeles, CA               | Puka Puka      | Rarotonga              | Rarotonga              |                 | 9.º expulsado 1.er jurado Día 21  | 7             |
| Rebecca Borman 34, Laurelton, NY              | Manihiki       | Rarotonga              | Rarotonga              |                 | 10.º epxulsado 2.º jurado Día 24  | 6             |
| Jenny Guzon-Bae 36, Lake Forest, IL           | Puka Puka      | Rarotonga              | Rarotonga              |                 | 11.º expulsado 3.er jurado Día 24 | 6             |
| Nathan González 26, Los Ángeles, CA           | Manihiki       | Rarotonga              | Rarotonga              | Aitutonga       | 12.º expulsado 4.º jurado Día 27  | 5             |
| Candice Woodcock 23, Fayetteville, NC         | Rarotonga      | Aitutaki               | Rarotonga              | Aitutonga       | 13.º expulsado 5.º jurado Day 30  | 6             |
| Jonathan Penner 44, Los Ángeles, CA           | Rarotonga      | Aitutaki               | Rarotonga              | Aitutonga       | 14.º expulsado 6.º jurado Día 33  | 15            |
| Parvati Shallow 24, Los Ángeles, CA           | Rarotonga      | Rarotonga              | Rarotonga              | Aitutonga       | 15.º expulsado 7.º jurado Día 36  | 4             |
| Adam Gentry 28, San Diego, CA                 | Rarotonga      | Rarotonga              | Rarotonga              | Aitutonga       | 16.º expulsado 8.º jurado Día 37  | 1             |
| Sundra Oakley 31, Los Ángeles, CA             | Manihiki       | Aitutaki               | Aitutaki               | Aitutonga       | 17.º expulsado 9.º jurado Día 37  | 4             |
| Becky Lee 28, Washington D. C.                | Puka Puka      | Aitutaki               | Aitutaki               | Aitutonga       | 2nd Runner-up                     | 3             |
| Oscar "Ozzy" Lusth 25, Venice, CA             | Aitutaki       | Aitutaki               | Aitutaki               | Aitutonga       | Runner-up                         | 1             |
| Yul Kwon 31, San Mateo, CA                    | Puka Puka      | Aitutaki               | Aitutaki               | Aitutonga       | Sole Survivor                     | 4             |

1. ↑  En el episodio 6, Nate fue "raptado"  por Aitutaki y fue parte de esa tribu hasta el siguiente reto de recompensa. Después volvió a Rarotonga.

### Eliminaciones
1. Sekou - Se formaron dos alianzas: Sekou y Nathan, y Sundra y Rebecca, con Stephanie autoproclamada como el voto decisivo. Al final decidió votar con las mujeres y Sekou fue expulsado. Sekou fue visto como el líder de la tribu, pero al mismo tiempo como un flojo. (3–2)
2. Billy - Creyendo que Billy era una debilidad a la tribu debido a su baja ética de trabajo y sus intentos de poner a unos contra otros, la tribu Aitutaki decidió perder el reto de inmunidad de manera intencionar para expulsaro. (4–1)
3. Cecilia - Aitutaki perdió el tercer reto de inmunidad. Cao Boy, Ozzy, Sundra, Jessica y Cecila conspiraron para deshacerse de Becky, a quien percibían como la persona más débil en la tribu. De cualquier forma, Yul y Jonathan, quienes tenían una alianza con Becky y Candice, convencieron a Cao Boi y Jessica de votar por Cecilia. Su plan funcionó y Cecilia fue expulsada. (5–3)
4. J.P. - En un momento de frustración, Stephannie aceptó la responsabilidad de haber perdido el reto de inmunidad, pero pronto se arrepintió. Las mujeres tomaron la oportunidad para vincularse con Adam y Brad para expulsar a J.P. debido a su naturaleza demandante. Al ir a votar, parecía que la mayoría de las mujeres votaría por J.P., mientras que la mayoría de los hombres votaría por Stephannie, con Brad y Parvati como los votos decisivos.. (7–2)
5. Stephannie - Los compañeros de tribu de Cristina decidieron expulsarla por considerarla mandona, como J.O., pero Sttephannie cometió el error de decirle a Ante que quería irse a "comer puré de manzana con gravy". Esto fue visto como una señal de que Stephannie se había rendido, y fue expulsada. (7–1)
6. Cao Boi - Cao Boi fue traicionado y fue expulsado con votos de todos excepto de Jessica. Era visto como alguien molesto y Becky nunca confió en él después de su intento de expulsarla en el episodio 3.. (6–1–1)
7. Cristina - Cristina tuvo una buena actuación en el reto, pero sus compañeros la expulsaron por verla como demasiado mandona. (4–2)
8. Jessica - Becky, Candice y Yul hicieron planes para expulsar a Ozzy antes que Jessica, pero la tribu se decidió por Jessica por ser molesta. (6–1)
9. Brad - El comentario de Brad de que el juego pronto se convertiría en algo individual caus[o paranoia entre los miembros de Rarotonga. A pesar de que Ojnathan y Candice se unieron a la tribu, decidieron eliminar a BRad antes. Como algo inesperado, se reveló que Brad sería el primer miembro del jurado. (7-1)
10. Rebecca - Después de perder otro reto de inmunidad, los miembros de Rarotonga manifestaron su frustración por la pobre actuación de Rebecca en los retos, así como su pereza. Llamada "el miembro más débil", fue la siguiente en irse. (6-1)
11. Jenny - Como algo inesperado, Raro fue forzado a expulsar a otro miembro justo después de expulsar a Rebecca. Jenny fue expulsada por especulaciones previas de que se podría convertir en una amenaza luego de la fusión.(4-2)
12. Nate - Después de la fusión, los exmiembros de Rarotonga tenían ventaja numérica. Yul le mostró a Jonathan el ídolo de inmunidad y lo convenció de realiniarse con los exmiembros de Aitutaki. Creyendo que sus excompañeros de Rarotonga no estaban concentrados mental y estratégicamente -quienes insistían en votar por Yul, sin preocuparse por la posibilidad de que tuviera el ídolo de inmunidad- Jonathan decidió unirse con Yul con la premisa de que él eligiría la persona en ser expulsada. No queriendo votar por Adam o Candice por sentirse agradecido de que lo mantuvieron vivo en el juego, escogió a Nate por ser quien conocía y en quien confiaba menos. (5-4)
13. Candice - Adam, Candice y Parvati hicieron un intento abierto de persuadir a los exmiembros de Aitutaki a expulsar a Jonathan, pero fracasaron. Candice fue expulsada. (5-3)
14. Jonathan - Jonathan Como había traicionado a los viejos miembros de Raro Yul se preocupaba de que Jonathan consipara contra el y su alianza entonces decicio eliminarlo con los viejos miembros de Raro siendo votos unánimes (7-1)
15. Parvati - Cuando Ozzy ganó inmunidad, la atención se centró en Parvati, por ser considerada como alguien más mental y estratega que Adam. Fue expulsada. (4-2)
16. Adam - Ozzy ganó la inmunidad una vez más, y los cuatro exmiembros de Aitutaki votaron en bloc para expulsar a Adam. (4-1)
17. Sundra - Los exmiembros de Aitutaki decidieron votar para generar un empate entre Sundra y Becky, forzando una competencia para desempatar que consistió en hacer fuego. Becky ganó la competencia.
18. Becky -
19. Ozzy -
20. Yul -

## Localidad
Dos de los cuatro campamentos se hicieron en Motu Rakau y Motu Rapota. El Consejo tribal fue filmado cerca de Vainamu, Arutanga en la principal isla de Aitutaki. Motukitiu fue la localización de la isla del exilio. Los retos fueron filmados en Motu Akiami, que también permanecieron los participantes eliminados.

## Diversidad étnica y controversia
La decisión de dividir los equipos sobre la base de etnicidad ha hecho que esta temporada sea controversial desde el inicio. Los miembros del cocus negro, latino y asiático del Consejo de la Ciudad de Nueva York intentaron exhortar a CBS a cancelar la temporada. Aquellos que trabajan en el show argumentaron que las divisiones previamente usadas de edad y sexo, habían sido aceptadas y que esto no debía tratarse de una manera diferente.
Por el contrario, algunas temporadas anteriores habían recibido críticas por no tener suficientes participantes que no fueran caucásicos. Comparado con el sistema de representación proporcional usado por otros programas de acción afirmativa, y favorecido por muchos grupos de derechos civiles, este sistema representaba mucha más exposición, particularmente para los asiáticos-americanos, quienes sólo representan el cinco por ciento de la población de Estados Unidos de América, y quienes normalmente no son representados en la mayoría de los programas de televisión. Es importante mencionar que los nativos americanos no fueron representados.
De acuerdo a la revista Advertising Age, varias compañías como General Motors y  Coca Cola decidieron retirar su publicidad en el show después de escuchar cómo se iba a llevar a cabo la división.

## Citas
1. ↑  "Map of Survivor 13 location Archivado el 22 de diciembre de 2006 en Wayback Machine.."
2. ↑  "The Amazing Race 10" and "Survivor: Cook Islands" Finales to be Broadcast on back-to-back Sunday. Consultado el 18 de octubre de 2006.
3. ↑  Morrison, Cheyenne. "Survivor Series 13: Aitutaki Cook Islands Archivado el 28 de marzo de 2007 en Wayback Machine.." Private Islands Archivado el 15 de junio de 2006 en Wayback Machine.. 14 de mayo de 2006. Consultado el 14 de septiembre de 2006.
4. ↑  Staff Writer. "New Yorkers blast ethnic grouping of 'Survivor' players."  Belleville News Democrat. 28 de agosto de 2006. Consultado el 14 de septiembre de 2006.
5. ↑  Lang, Derrik J. "'Survivor: Cook Islands' segregates by players' race (enlace roto disponible en Internet Archive; véase el historial, la primera versión y la última).." 24 de agosto de 2006. Consultado el 14 de septiembre de 2006.
6. ↑  Laurence, Robert P. "Advertisers vote to get off 'Survivor' after racial-split ploy." San Diego Union Tribune. 11 de septiembre de 2006. Consultado el 15 de septiembre de 2006.